# Luke Van Ratingen
Luke Van Ratingen (* 12. Oktober 2001) ist ein australischer Sprinter, der sich auf den 400-Meter-Lauf spezialisiert hat. 2024 wurde er über diese Distanz in Suva Ozeanienmeister.

## Sportliche Laufbahn
Erste internationale Erfahrungen sammelte Luke Van Ratingen bei den World Athletics Relays 2024 in Nassau, bei denen er mit der australischen 4-mal-400-Meter-Staffel in 3:04,68 min den sechsten Platz im B-Lauf der 2. Qualifikationsrunde für die Olympischen Spiele in Paris und verpasste damit eine Direktqualifikation. Anschließend siegte er in 45,84 s über 400 Meter bei den Ozeanienmeisterschaften in Suva. 
2023 wurde Van Ratingen australischer Meister im 400-Meter-Lauf.

## Persönliche Bestzeiten
- 400 Meter: 45,57 s, 2. März 2024 in Canberra